# Hilaire Duesberg
Hilaire Duesberg (1888 – 1969) est un exégète belge membre de l’ordre de Saint-Benoît.

## Éléments biographiques
Émile Duesberg naît à Verviers le 29 août 1888 dans une famille d’industriels.
Il entre à l’abbaye de Maredsous en 1907 et prend le nom d’Hilaire. Il étudie la théologie à l’abbaye du Mont-César auprès de Lambert Beauduin.
Il enseigne la patristique à l’université de Fribourg.
Il traduit le Livre des Proverbes et le Livre de l'Ecclésiastique, deux livres sapientiaux de l’Ancien Testament.
Hilaire Duesberg meurt à Maredsous le 10 mars 1969.

## Liens familiaux
Hilaire Duesberg est le frère de Jules Duesberg, recteur de l’université de Liège et ministre de l’Instruction publique. Il est aussi le cousin de l’historien Henri Pirenne et du peintre Maurice Pirenne.

## Publication
- 1930 – Apologie… à ceux qui croient
- 1931 – Jésus, le chantre idéal des psaumes
- 1932 – Le Roi Hérode et autres essais
- 1938-1939 – Les Scribes inspirés. Introduction aux livres sapientiaux de la Bible
- 1948 – Le Sacrement pascal, exercices pour un carême
- 1948 – Les Valeurs chrétiennes de l’Ancien Testament
- 1961 - Le médecin, un sage (Bible et vie chrétienne, no. 38 (1961): 43-48).
- 1962 – Antidote à la mort
- 1962 – Aspects bibliques du mystère de la messe